# シザーズ (漫画)
『シザーズ』(SCISSORS) は橋口たかしによる日本の漫画作品。『コミックGOTTA』（小学館）にて、2000年2月号から2001年7月号まで連載された。

## あらすじ
舞台は多くのヘアーサロンや理髪店がたっている東京。
日本一の美容師を目指している狩谷勝人。彼の実家は床屋で中学校卒業式の前日、父親と店を継ぐことでケンカになり次の日起きたら父親によってパンチパーマにされていた。仕方なくそのまま登校。登校中、妹に忘れ物をしたと言い、そのまま東京に上京してきた。それからいろいろな理髪店に雇ってくれるように頼むが拒否される。そしてたどりついたのが『SCISSORS』だった。それから、成り行きで雇ってくれることになった。それから日本一の美容師になるためにいろいろな試練をこえていく。

## 主な登場人物
狩谷 勝人（かりや かつひと）
主人公。日本一の美容師を目指し沖縄から単身上京し、美容院シザーズで働いている。
甲斐 昌也（かい まさや）
シザーズの店員。美容学校を首席で卒業したほどの実力者。
熊波（くまなみ）
シザーズの店長。小松とは友人だが、元ライバルでもあるらしい・・・
小松 利幸（こまつ としゆき）
かなりの美容テクを持つカリスマ美容師。美容界では知らない者はいない。
庵 直道（いおり なおみち）
名門美容室リリスの店員。昌也とは美容学校時代の同級生である。
勇樹 美穂（ゆうき みほ）
リリスの店員。また、直道の彼女。
狩谷 霧奈（かりや きりな）
勝人の妹。現在、父と沖縄に住んでいる。
摩耶 ユウ（まや ユウ）
美容室MAYAの店員。天才的なメイクの技術を持つ。
摩耶 ユア（まや ユア）
MAYAの店員。ユウとは兄妹。